# 中国電影
中国電影（ちゅうごくでんえい、中: 中国电影股份有限公司、英: China Film Co.,Ltd.）は、中華人民共和国の大手国営映画企業グループ中国電影集団の中核会社。
華夏電影発行と共に、海外映画を中国大陸の映画館へ配給する権利を独占している。

## 歴代会長
1. 韓三平（中国語版）（2010年 - 2014年[7]）
2. 喇培康（中国語版）（2014年[7] - 2019年[8]）
3. 焦宏奮（2019年[8] - 2022年[9]）
4. 傅若清（中国語版）（2022年[9] - 現職）